# InsingerGilissen
InsingerGilissen is een private bank en depotbank uit Nederland die financiële diensten levert, zoals bankieren en beleggen. De cliënten van de bank zijn particulieren, verenigingen, instellingen, stichtingen, kleine en grote ondernemingen en zelfstandig vermogensbeheerders. Sinds 15 december 2020 is InsingerGilissen een handelsnaam en vestiging van de Luxemburgse Quintet Private Bank (Europe) S.A. (voor januari 2020 genaamd KBL epb) die weer in bezit is van de Qatarese Precision Capital banking group. InsingerGilissen maakt deel uit van een Europees netwerk van vooraanstaande privaatbanken (BrownShipley - VK, Puilaetco - B, Merck Finck - D, Quintet Denmark - DK). 
InsingerGilissen heeft het hoofdkantoor in Amsterdam. Verder zijn er vestigingen in Den Haag, Groningen, Rotterdam en Eindhoven.  

## Geschiedenis
De bank is in 2017 ontstaan door een fusie van Insinger de Beaufort en Theodoor Gilissen Bankiers, beiden al onderdeel van KBL epb. Beide banken kennen hun oorsprong in Amsterdam. Insinger de Beaufort werd in 1779 opgericht en Theodoor Gilissen Bankiers in 1881. Beide banken zijn meerdere keren gefuseerd met andere kleine banken voordat ze samengingen.